# Xenophthalmichthys
Xenophthalmichthys is een monotypisch geslacht van straalvinnige vissen uit de familie van kleinbekken (Microstomatidae).

## Soort
- Xenophthalmichthys danae Regan, 1925